# Andrey Semyonov
Andrey Sergeyevich Semyonov - em russo, Андрей Серге́евич Семёнов (Moscou, 24 de março de 1989) - é um ex-futebolista russo que atuava como zagueiro.